# Río Farfaña
El río Farfaña o Farfanya es un curso de agua del noreste de la península ibérica, afluente por la derecha del Segre. Discurre por la provincia española de Lérida.

## Curso
Discurre por la provincia de Lérida, entre las subcuencas de los ríos Noguera Ribagorzana y Noguera Pallaresa. Tiene su origen en los alrededores de Tartareu, pueblo por cuyas proximidades pasa, y fluye dejando a ambos lados de su curso localidades como Os de Balaguer y Castellón de Farfaña hasta terminar desembocando en el río Segre aguas arriba de Menarguéns. Aparece descrito en el octavo volumen del Diccionario geográfico-estadístico-histórico de España y sus posesiones de Ultramar de Pascual Madoz con las siguientes palabras:

FARFAÑA: r. en la prov. de Lérida, part. jud. de Balaguer; nace en el térm. de Tartareu al N. de dicho pueblo en los confines de Ager: su corriente es muy escasa pues apenas da la cantidad de agua suficiente para dar movimiento á una piedra de molino: baña los pueblos de Tartareu, Os de Balaguer y Castelló de Farfaña; fertiliza las huertas de estos dos últimos puntos, y en ellos se cosecha abundantemente cáñamo, habichuelas, maiz, mijo y trigo muy bueno; y continuando su curso desagua 1/4 mas arriba de pueblo de Menargues camino de Balaguer entrando en el r. Segre. Tiene grandes y fuertes avenidas, sin duda porque atraviesa por terreno montuoso, y á su paso recoge el agua de muchos barrancos que aumentan estraordinariamente su caudal: le cruzan 2 puentes, uno en Castelló al E. de la v., tocando en las paredes de las casas, de 3 arcos de piedra construido en 1326 y se conserva en buen estado; y el otro entre Balaguer y Menargues á una milla de dist. de este último pueblo, de un solo arco de piedra: se ignora la época de su construccion, encontrándose muy deteriorado á causa de una fuerte avenida que en 1841 arrebató el arco no dejando mas que las pilastras: aunque posteriormente ha sido recompuesto por los vec. de Menargues para habilitar el paso, no obstante, ha quedado en mal estado é inseguro. En este r. se crian algunas anguilas y barbos pequeños de buena calidad.
(Madoz, 1847, p. 22)

Las aguas del río, perteneciente a la cuenca hidrográfica del Ebro, terminan vertidas en el mar Mediterráneo.